# Nyckstek
Nyckstek är en grupp av knopar med egenskapen att de kan lösas upp med ett lätt ryck i den obelastade änden medan de sitter säkert om man belastar den andra änden. Funktionen beror i de flesta fall på att den obelastade änden inte går hela vägen genom knopen utan att man istället har lagt en bukt på den obelastade änden och dragit åt om denna, på samma sätt som öglorna på ett par skosnören.